# Кинциг (приток Рейна)
Ки́нциг (нем. Kinzig) — река в Германии, правый приток Рейна, протекает в западной части земли Баден-Вюртемберг. Крупнейший приток Рейна в Шварцвальде. Длина реки — 93,3 км (112 км). Площадь бассейна — 1406 км². Расход воды составляет около 28 м³/с.
Река берёт начало у Лосбурга на высоте около 700 м. Оттуда она течёт на северо-запад и впадает в Рейн у Келя на высоте около 134 м (130 м).
Около 60 % бассейна покрыто лесом, около 30 % занимают сельскохозяйственные земли, около 10 % застроено (в основном, вдоль реки). Бассейн сложен, в основном, гранитами и гнейсами, в низовьях также наблюдаются четвертичные отложения.